# Улрих фон Хасел
Улрих фон Хасел (на немски: Ulrich von Hassell) е германски дипломат и борец от съпротивата, участвал в опита за убийство на фюрера Адолф Хитлер от 20 юли 1944 г..

## Биография

### Произход и младежки години
Роден в семейството на лейтенант Улрих фон Хасел и съпругата му Маргарет. Завършва гимназия „Принц Хенри“ (1899). Учи право и икономика в университетите в Лозана, Тюбинген и Берлин (1899 – 1903).
През 1911 г. се жени за Илзе фон Тирпиц, дъщеря на адмирал Алфред фон Тирлиц. Семейството има четири деца: Алмут (1912), Волф Улрих (1913), Йохан Дитрих (1916) и Фей (1918 – 2010).

### Дипломат
Той служи в Циндао (германската колония в Китай) и Лондон. От 1909 г. работи в централния офис на Министерството на външните работи. През 1911 – 1914 е заместник-консул в Генуа.
През Първата световна война той се присъединява към армията с ранг капитан от резерва. На 8 септември 1914 г. по време на битката при Марне е сериозно ранен в гърдите. След това работи като съветник и личен секретар на адмирал Тирлиц, чиято биография пише след войната (публикувана през 1920 г.). През 1916 г. временно напуска дипломатическата служба и е назначен за правителствен съветник в Щетин. От 1917 г. е първият директор на Съюза на пруските области в Берлин. Той се придържа към консервативните политически възгледи. През 1917 г. е сред основателите на Германска отечествена партия, основана от Тирлиц. След войната се присъединява към дясната Германска национална народна партия.
През 1919 г. се завръща в дипломатическата служба и е назначен за съветник на посолството в Рим. През 1921 – 1926 е генерален консул в Барселона, 1926 – 1930 в Копенхаген, а между 1930 – 1932 г., посланик в Белград, както и такъв в Рим през 1932 – 1938 г. Първоначално той реагира положително на възхода на Хитлер към властта и през 1933 г. се присъединява към нацистката партия. Но много скоро той променя отношението си към режима, решителен противник на създаването на „ос-Рим-Берлин“ и сключването на Антикоминтернов пакт. Смята, че Италия ще бъде твърде слаб съюзник за Германия. В резултат на това в началото на 1938 г. той е оттеглен от Рим, но официално остава в дипломатическата служба. Това се случи в рамките на „очистването“ на армията и на отдела за външна политика от тези, които не са лоялни към нацистите.

### Съпротива
В началото на Втората световна война той ръководи делегация, изпратена в страните от Северна Европа, за да успокои правителствата на тези държави, които се опасяват от германска инвазия. Дотогава фон Хасел вече участва в консервативната опозиция на Хитлер, чийто лидер е Карл Фридрих Гьорделер. Участва в подготовката на плана за преврат, планиран е за поста на министър на външните работи в след-нацисткото правителство.

### Процес и екзекуция
През юли 1944 г., след неуспешен опит за покушение срещу Хитлер, фон Хасел е арестуван сред другите заговорници. Докато е в затвора, той казва на Фабиан фон Шлабендорф, който е затворен заедно с него: „Смъртта ми е очевидна. Когато се махнете оттук, моля, поздравете моята съпруга. Кажи ѝ, че в последната минута ще мисля за нея.“ По-малката дъщеря и синът на фон Хасел са арестувани.
На 7 – 8 септември той се явява пред съда, със смело поведение. Осъден на смърт чрез обесване. Той е екзекутиран на 8 септември в затвора в Пльоцензе.